# Plectranthus mollis
Plectranthus mollis là một loài thực vật có hoa trong họ Hoa môi. Loài này được (Aiton) Spreng. miêu tả khoa học đầu tiên năm 1825.